# Parker (Flórida)
Parker é uma cidade localizada no estado americano da Flórida, no condado de Bay. Foi incorporada em 1967.

## Geografia
De acordo com o United States Census Bureau, a cidade tem uma área de 6,3 km², onde 4,9 km² estão cobertos por terra e 1,3 km² por água.

### Localidades na vizinhança
O diagrama seguinte representa as localidades num raio de 16 km ao redor de Parker.

## Demografia
Segundo o censo nacional de 2010, a sua população é de 4 317 habitantes e sua densidade populacional é de 872,7 hab/km². É a localidade mais densamente povoada e a que, em 10 anos, teve a maior redução populacional do condado de Bay. Possui 2 310 residências, que resulta em uma densidade de 467 residências/km².